# پرادیجی (رپر)
آلبرت جانسون (۲ نوامبر ۱۹۷۴ – ۲۰ ژوئن ۲۰۱۷) نام هنری پرادیجی یک رپر آمریکایی عضو گروه قدیمی ماب دیپ بود.
او در فیلم خاموشی بازی کرده است.